# IAI Nesher
Pour les articles homonymes, voir Nesher.
L'IAI Nesher (« aigle » en hébreu) est une copie de l'avion d'attaque au sol Dassault Mirage 5, réalisée par Israël au tout début des années 1970. Il n'a été construit qu'à 61 exemplaires, dont une partie a été revendue à l'Argentine au début des années 1980.

## Conception
Israël devait remplacer plus de 60 avions perdus pendant la guerre des Six Jours et la guerre d'usure qui l'a suivie. Commence alors la coopération avec Dassault afin de construire le Mirage 5. Les Mirages 5 reçoivent le nom de baptême Raam (« éclair »). 
En janvier 1969, à la suite de l'attaque israélienne de l'aéroport de Beyrouth, le gouvernement français décrète un embargo total sur les armes, bloquant ainsi la livraison des cinquante Mirage 5 commandés par Israël. C'est une mauvaise nouvelle pour la force aérienne de ce pays, qui avait besoin de nouveaux Mirage pour compenser les pertes de la guerre des Six Jours et était à l'origine de cette version dérivée du Mirage III. Israël décide alors de construire lui-même l'avion (Projet Raam A.), bien qu'il ne dispose pas de licence de fabrication et encore moins des plans nécessaires.
Comment il arriva à ses fins reste encore un secret, mais il est généralement admis que Dassault apporta une aide discrète en fournissant quelques pièces et une partie des plans, les services secrets israéliens se chargeant de fournir le reste (notamment les plans du réacteur Atar). La force aérienne israélienne avait également acheté 72 Mirage IIIC quelques années plus tôt : le pays disposait donc d'un stock de pièces de rechange ainsi que des manuels de maintenance, et rien n'empêchait les ingénieurs de démonter un Mirage III pour faire de la rétroingénierie.
La production commença en 1969 avec les premières cellules livrées directement à partir de la France car les pièces détachées n'étaient pas soumises à l'embargo .
Le premier Raam A est livré en mai 1971. En novembre 1971, l'avion change de nom et devient le Nesher. C'est une copie conforme du Mirage 5 à l'exception du siège éjectable, d'un modèle différent, et de l'avionique, de conception israélienne. Un premier escadron est constitué en septembre 1972, suivi d'un second en mars 1973. Seulement 61 exemplaires du Nesher sont construits. À partir de 1975, l'avion est progressivement remplacé par le Kfir, plus performant, et sera définitivement retiré du service en 1981.
Au total, une quinzaine d'exemplaires du Nesher auraient été perdus au combat ou lors d'accidents. Les avions restants ont été proposés à l'export. L'Argentine se porte acquéreur de 35 monoplaces et 4 biplaces, qui reçoivent la désignation de Dagger et sont livrés en deux lots. Cinq biplaces auraient été vendus à l'Afrique du Sud pour être convertis en Cheetah D.
Après la guerre des Malouines (1982), les Dagger argentins sont modernisés et reçoivent alors la désignation de Finger. Il semble que cette mise à jour ait consisté essentiellement en l'intégration d'une partie de l'avionique du Kfir et l'augmentation de la capacité en carburant. 4 sont en service lors de leur retrait en novembre 2015.

## Variantes et opérateurs
- Israël (de 1972 à 1981)
  - Nesher S : version monoplace (51 exemplaires)
  - Nesher T : version biplace (10 exemplaires)

- Argentine (de 1979 2015[5].)
  - Dagger A : version monoplace (35 avions)
  - Dagger B : version biplace (4 avions)
  - Finger : version modernisée du Dagger

## Engagements

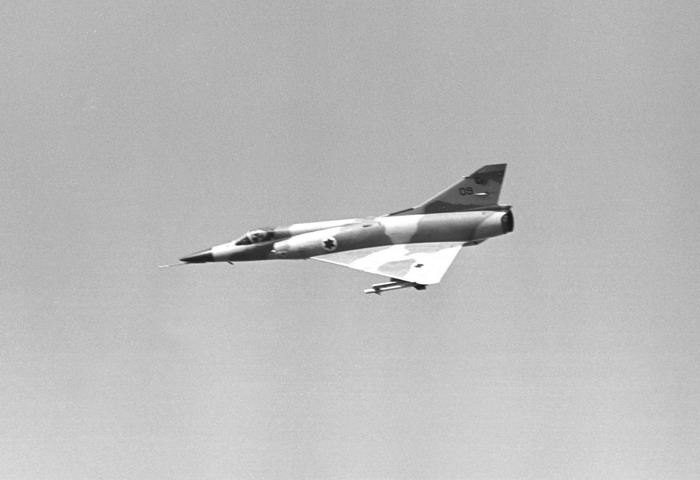
Un Nesher au-dessus du Golan durant la guerre du Kippour.

Israël dispose d'une quarantaine de Nesher en service lorsqu'éclate la guerre du Kippour en 1973. Bien que l'avion ait été conçu pour l'attaque au sol et soit dépourvu de radar de poursuite, il est affecté principalement à des missions de supériorité aérienne où il surpasse assez facilement ses adversaires : une des unités qui sont équipées de Nesher est ainsi créditée de 42 victoires sans aucune perte. Les Nesher effectuent également des missions d'attaques sur les hauteurs du Golan et sur le front sud. Lors de ce conflit, le Nesher a dû affronter notamment des Mirage 5 égyptiens ; de ce fait, les Nesher et Mirage III israéliens reçurent des triangles jaunes sur les ailes, afin d'éviter toute confusion lors des combats, les modèles des deux belligérants étant d'aspect général identique. Au moins 17 Nesher ont été perdus, la plupart abattus par des MiG-21 mais aussi par des SAM et de la DCA, ou bien pour d'autres raisons.
Les Dagger argentins participent à la guerre des Malouines en 1982, pendant laquelle ils affrontent les Sea Harrier anglais et bombardent à plusieurs reprises la flotte britannique dans la baie de San-Carlos (22-27 mai 1982). Onze Dagger sont perdus lors de ce conflit, dont 9 abattus par des Sea Harrier et 2 par des missiles anti-aériens.

### Développement lié
- Dassault Mirage 5
- IAI Kfir